# John Paul Getty III.
John Paul Getty III. (4./5. listopadu 1956, Minneapolis, Minnesota, USA – 5. února 2011, Wormsley Park, Buckinghamshire, Anglie) byl vnuk amerického ropného magnáta J. Paula Gettyho. V roce 1973 byl v Římě unesen italskou mafií, která požadovala od Gettyho Sr. výkupné 17 milionů dolarů. Ten ale odmítl s tím, že by mohl ohrozit i další vnoučata. Přesto nakonec byla uzavřena dohoda a John Paul Getty byl propuštěn.
Byl těžce závislý na drogách a alkoholu, což ho nakonec dovedlo k mrtvici, kvůli které byl ochrnutý do konce života. Zemřel v roce 2011 po dlouhé nemoci.

## Život

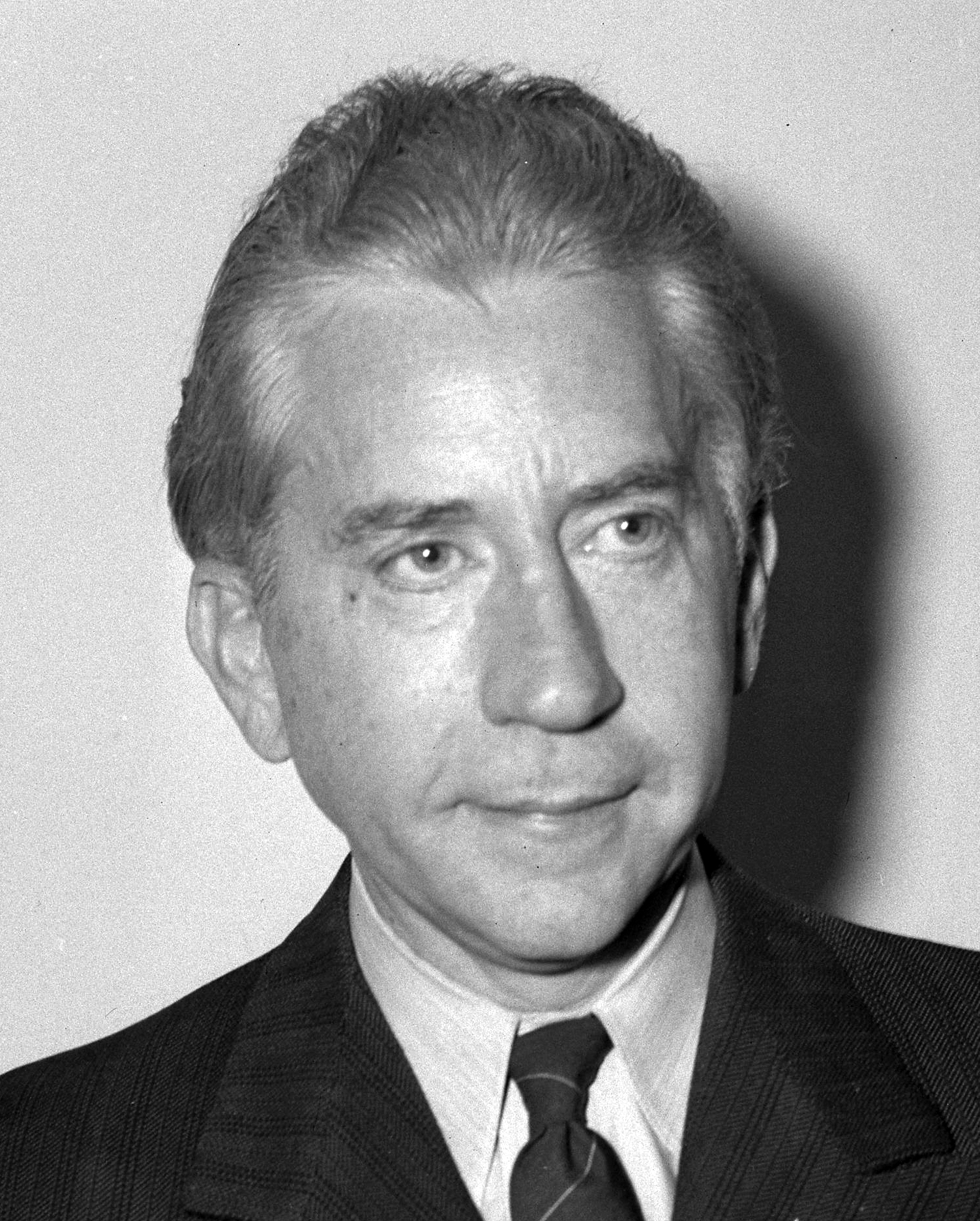
Dědeček J. Paul Getty v roce 1944

### Mládí
John Paul Getty III. se narodil v Minneapolis v Minnesotě jako nejstarší z dětí Johna Paula Gettyho, známého filantropa, a jeho manželky Abigail „Gail“ Harris. Dětství prožil v Římě, kde jeho otec vedl italskou pobočku rodinného podniku. Roku 1964, když mu bylo osm let, se jeho rodiče rozvedli. O dva roky později si John Paul Getty Jr. vzal herečku a modelku Talithu Pol, začal s ní vést hippie život a většinu času trávil v Maroku nebo Anglii. John Paul Getty III. zůstal s Abigail v Itálii a chodil do St. George's British International School v Římě.
Na začátku roku 1972 byl ze školy vyloučen za nápisy napadající zdejšího ředitele, které napsal na stěny chodby. Rok poté zemřela jeho nevlastní matka Talitha na předávkování heroinem. Sám John Paul Getty Jr. byl těžce závislý od jejich společné cesty do Thajska a po smrti Talithy musel opustit Itálii, kde mu hrozilo obvinění z držení drog – přesunul se tedy do Spojených států.
John Paul Getty III. zůstal v Itálii, kde vedl bohémský život. Žil ve squatu, často chodil do zdejších nočních klubů a účastnil se levicových demonstrací. Byl dobrý malíř i kreslíř a živil se prodáváním svých karikatur, vlastnoručně dělaných šperků a maleb. Jako komparz se objevoval ve filmech. V roce 1973 se také za tisíc dolarů nechal nahý nafotit na obálku srpnového vydání italského magazínu Playmen.

### Únos
Getty byl unesen na římském náměstí Piazza Farnese 10. července 1973 ve tři ráno. Jeho tehdejší přítelkyně Gisele Martine Schmidt řekla, že zvažoval možnost nechat se unést zdejšími menšími kriminálníky, aby tak získal peníze od svého dědečka. Když později začal pracovat v modelingu, nebylo to nutné; únosci ho ale stále pronásledovali. Nakonec ho se zavázanýma očima převezli do jeskyně. Za jeho bezpečný návrat domů požadovali 17 milionů amerických dolarů (k roku 2018 hodnota přibližně 96 milionů dolarů). Nejprve Gettyho rodina myslela, že se John Paul snaží jen získat peníze, podruhé se požadavky k rodině dostaly kvůli stávce italské poštovní společnosti později.
Nakonec John Paul Getty Jr. požádal J. Paula Gettyho o peníze, ten ale odmítl s tím, že má několik dalších vnoučat a mohl by je ohrozit, kdyby dal najevo, že vydírat ho je tak snadné. S postupem času začali únosci s Johnem Paulem zacházet hůře: vzali mu rádio, zastřelili ptáka, kterého choval jako domácího mazlíčka, a hráli s ním ruskou ruletu.
V listopadu 1973 na adresu redakce italského deníku přišlo Johnovo ucho, chomáč vlasů a výhrůžka, že pokud rodina nezaplatí 3,2 milionu dolarů do deseti dnů, budou posílat další Gettyho části těla. Kvůli pneumonii a zánětu se ale začalo jeho zdraví rychle zhoršovat. Únosci mu ze strachu z jeho smrti začali podávat tak velké dávky antibiotik, že si na ně vytvořil alergii, která taktéž ovlivnila jeho zdraví po zbytek celého života. V knize Painfully Rich, biografii Johna Paula Gettyho III., pak autor John Pearson uvádí, že mafiáni dávali Gettymu pít brandy na otupení bolesti, z čehož se později vyvinul alkoholismus.
Po poslední výhrůžce začal Getty Sr. jednat a nabídl za vnuka 2,9 milionů dolarů. Zaplatil 2,2 milionu a zbytek nechal zaplatit syna. Ten sice tolik peněz po prohýřeném životě neměl, ale půjčil si je od něj s úrokem 4 %. 15. prosince 1973, krátce po zaplacení částky, byl Paul nalezen na čerpací stanici nedaleko města Lauria v provincii Potenza. Zavolal i svému dědečkovi, aby mu poděkoval za záchranu, ten ale k telefonu odmítl přijít.
Bylo zadrženo devět únosců, mezi nimi i dva vysoce postavení členové kalábrijské mafiánské organizace 'Ndrangheta – Saverio Mammoliti a Girolamo Piromalli. Ti ale byli na základě nedostatku důkazů propuštěni a odsouzeni byli jen dva další kriminálníci. Většina peněz z výkupného se nikdy nenašla.

### Pozdější život
V roce 1974 se John Paul Getty III. oženil s Němkou Gisele Martinou Schmidt, která byla tehdy ve čtvrtém měsíci těhotenství. Znal se s ní i jejím dvojčetem Juttou ještě z doby před únosem. V roce 1975, když mu bylo osmnáct let, Gisele porodila syna Balthazara. V roce 1993 se pár rozvedl.
Getty se objevil v několika evropských filmech, například v portugalském hororu Raúla Ruize O Território nebo ve drama Stav věcí od německého režiséra Wima Wenderse.
Únos Gettyho doživotně ovlivnil: rozvinula se u něj závislost na alkoholu i drogách. V roce 1981 si dal diazepam, metadon a zapil to velkým množstvím alkoholu, což způsobilo selhání organismu a mrtvici, následkem čeho mu ochrnula většinu těla. Také byl téměř slepý a neschopný mluvit. Jeho matka Gail poté žalovala Johna Paula Gettyho Jr. o 28 000 dolarů měsíčně na pokrytí zdravotních nákladů. Nikdy se plně nezotavil a paralyzovaný zůstal do konce života, nicméně od roku 1987 se jeho stav mírně zlepšil.
V roce 1999 se Getty a šest členů jeho rodiny stali občany Irska na oplátku za darování milionu liber za každého člena. Kontroverzní zákon, který to umožňoval, byl později zrušen.
Zemřel 5. února 2011 po dlouhé nemoci v soukromé rodinné vile Wormsley Park v Buckinghamshire.

## V kultuře
Anglický spisovatel působící pod pseudonymem A. J. Quinnell použil Gettyho příběh jako námět pro svůj román Muž v ohni (Man on Fire). Roku 1995 pak vyšla kniha Johna Pearson o Johnovi Paulovi Gettym III. Painfully Rich: J. Paul Getty and His Heirs. V roce 2017 vznikla filmová adaptace knihy nazvaná Všechny prachy světa, Johna Paula zde ztvárnil tehdy sedmnáctiletý Charlie Plummer, jeho matku Gail Michelle Williamsová a dědečka J. Paula Christopher Plummer. Únos Gettyho zpracovává i americký seriál Trust s Donaldem Sutherlandem jako J. Paulem Gettym, Hilary Swank jako Gail a Harrisem Dickinsonem v roli Johna Paula.